# Arras-en-Lavedan
Arras-en-Lavedan – miejscowość i gmina we Francji, w regionie Oksytania, w departamencie Pireneje Wysokie.
Według danych na rok 1990 gminę zamieszkiwało 418 osób, a gęstość zaludnienia wynosiła 17 osób/km² (wśród 3020 gmin regionu Midi-Pireneje Arras-en-Lavedan plasuje się na 659. miejscu pod względem liczby ludności, natomiast pod względem powierzchni na miejscu 426.).